# Mravljinčna kislina
Mravljínčna kislína (tudi mravljična kislina, pravilneje metanójska kislína) je najpreprostejša karboksilna kislina. V naravi je zelo razširjena. Njena kemijska formula je HCOOH, oziroma CH2O2. Mravljična kislina je prisotna predvsem v strupu mravelj in drugih kožekrilcev ter v koprivah. Uporablja se kot dezinfekcijsko sredstvo, pa tudi kot topilo. Je nevarna za nižje organizme.
Je polarna, topi se v vodi in v organskih topilih (npr. etanolu).